# Europese kampioenschappen zwemmen 2006
Van 26 juli tot en met 6 augustus werden in Boedapest de Europese Kampioenschappen langebaanzwemmen 2006 georganiseerd.
Naast het langebaanzwemmen stonden traditioneel ook de afstanden die in open water worden gezwommen op de kalender, net als het schoonspringen en het synchroonzwemmen.
Het kampioenschap werd gehouden op het Alfréd Hajós Zwemcomplex, gelegen op het Margitseiland in Boedapest. Het speciaal voor de kampioenschappen gerenoveerde complex is vernoemd naar de zwemmer uit Boedapest die de eerste olympisch kampioen op de 100 meter vrije slag werd in 1896 in Athene.

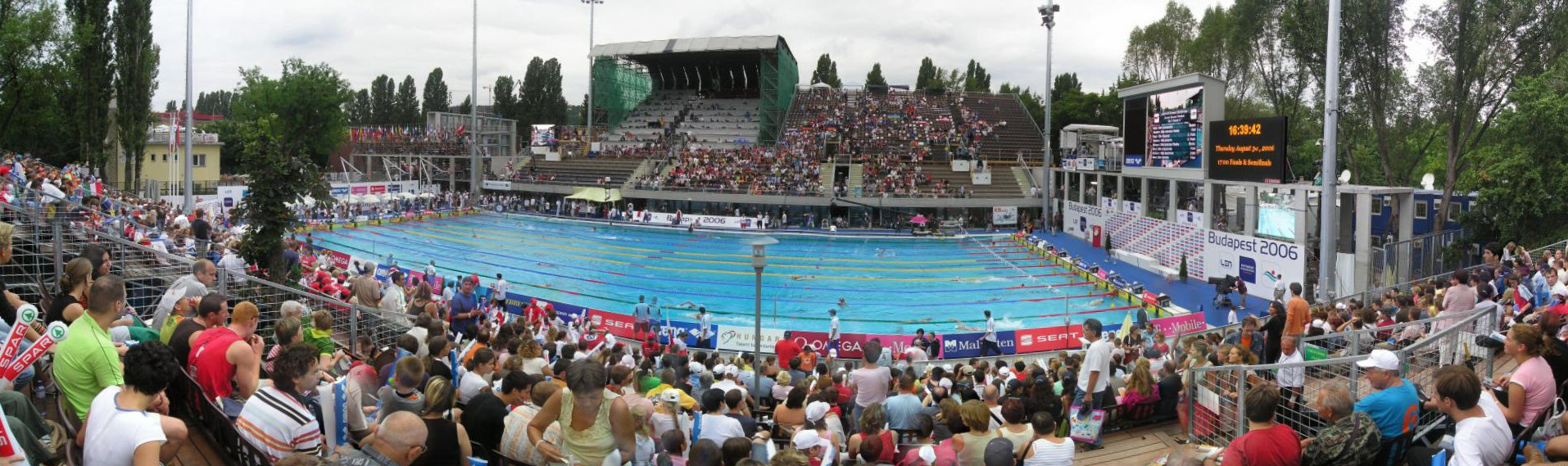
Inzwemmen voor de (halve) finales op donderdag 3 augustus

## Uitslagen Open Water Zwemmen

### Mannen

#### 5 kilometer (open water)
| rang   | naam           | land | tijd    |
| ------ | -------------- | ---- | ------- |
| Goud   | Thomas Lurz    | GER  | 56'00"1 |
| Zilver | Christian Hein | GER  | 56'01"1 |
| Brons  | Simone Ercoli  | ITA  | 56'01"8 |

#### 10 kilometer (open water)
| rang   | naam                    | land | tijd     |
| ------ | ----------------------- | ---- | -------- |
| Goud   | Thomas Lurz             | GER  | 1h58'12" |
| Zilver | Maarten van der Weijden | NED  | 1h58'13" |
| Brons  | Christian Hein          | GER  | 1h58'16" |

#### 25 kilometer (open water)
| rang   | naam            | land | tijd      |
| ------ | --------------- | ---- | --------- |
| Goud   | Gilles Rondy    | FRA  | 5h10'17"3 |
| Zilver | Anton Sanatsjev | RUS  | 5h10'18"2 |
| Brons  | Stephane Gomez  | FRA  | 5h10'19"3 |

### Vrouwen

#### 5 kilometer (open water)
| rang   | naam                    | land | tijd      |
| ------ | ----------------------- | ---- | --------- |
| Goud   | Jekatarina Seliverstova | RUS  | 1h01'50"8 |
| Zilver | Cathy Dietrich          | FRA  | 1h01'52"3 |
| Brons  | Larisa Iltsjenko        | RUS  | 1h01'53"4 |
| Brons  | Jana Pechanova          | CZE  | 1h01'53"4 |

#### 10 kilometer (open water)
| rang   | naam           | land | tijd      |
| ------ | -------------- | ---- | --------- |
| Goud   | Angela Maurer  | GER  | 2h07'10"8 |
| Zilver | Rita Kovacs    | HUN  | 2h07'11"3 |
| Brons  | Jana Pechanova | CZE  | 2h07'15"6 |

#### 25 kilometer (open water)
| rang   | naam            | land | tijd      |
| ------ | --------------- | ---- | --------- |
| Goud   | Angela Maurer   | GER  | 5h35'19"1 |
| Zilver | Natalja Pankina | RUS  | 5h35'25"1 |
| Brons  | Stefanie Biller | GER  | 5h35'29"5 |

## Uitslagen Langebaanzwemmen

### Mannen

#### 50 meter vrije slag
| rang   | naam                | land | tijd  |
| ------ | ------------------- | ---- | ----- |
| Goud   | Bartosz Kizierowski | POL  | 21"88 |
| Zilver | Olexandr Volynets   | UKR  | 21"97 |
| Brons  | Duje Draganja       | CRO  | 22"14 |

#### 100 meter vrije slag

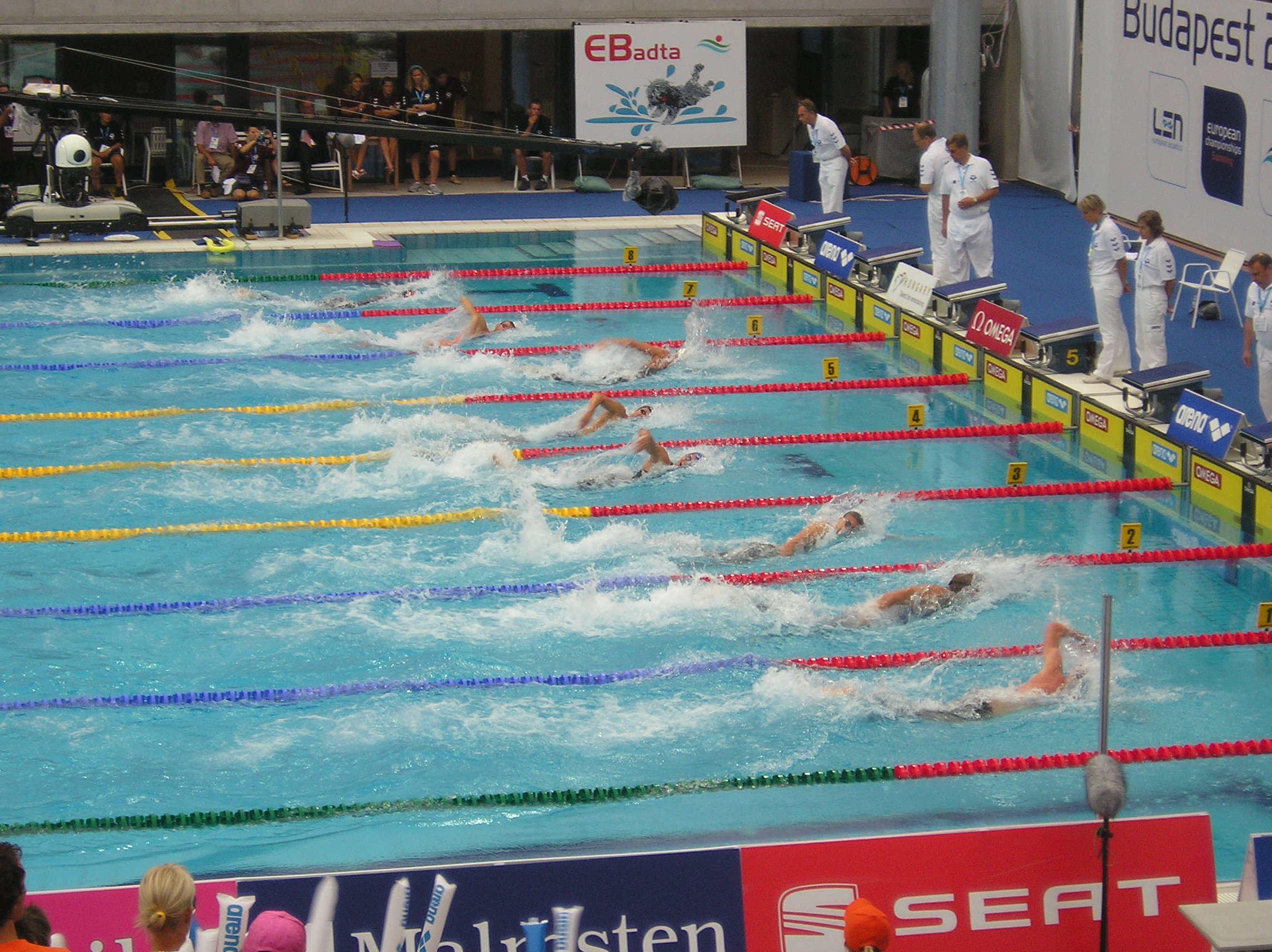
Halve finale 100m vrij slag. Pieter van den Hoogenband in baan 5.

| rang   | naam                      | land | tijd  |
| ------ | ------------------------- | ---- | ----- |
| Goud   | Filippo Magnini           | ITA  | 48"79 |
| Zilver | Stefan Nystrand           | SWE  | 48"91 |
| Brons  | Pieter van den Hoogenband | NED  | 48"94 |

#### 200 meter vrije slag
| rang   | naam                      | land | tijd    |
| ------ | ------------------------- | ---- | ------- |
| Goud   | Pieter van den Hoogenband | NED  | 1'45"65 |
| Zilver | Massimiliano Rosolino     | ITA  | 1'47"02 |
| Brons  | Filippo Magnini           | ITA  | 1'47"57 |

#### 400 meter vrije slag
| rang   | naam                  | land | tijd    |
| ------ | --------------------- | ---- | ------- |
| Goud   | Joeri Priloekov       | RUS  | 3'45"73 |
| Zilver | Massimiliano Rosolino | ITA  | 3'46"87 |
| Brons  | Nicolas Rostoucher    | FRA  | 3'47"04 |

#### 1500 meter vrije slag
| rang   | naam               | land | tijd     |
| ------ | ------------------ | ---- | -------- |
| Goud   | Joeri Priloekov    | RUS  | 14'51"93 |
| Zilver | Sebastien Rouault  | FRA  | 14'55"73 |
| Brons  | Nicolas Rostoucher | FRA  | 15'01"82 |

#### 50 meter rugslag

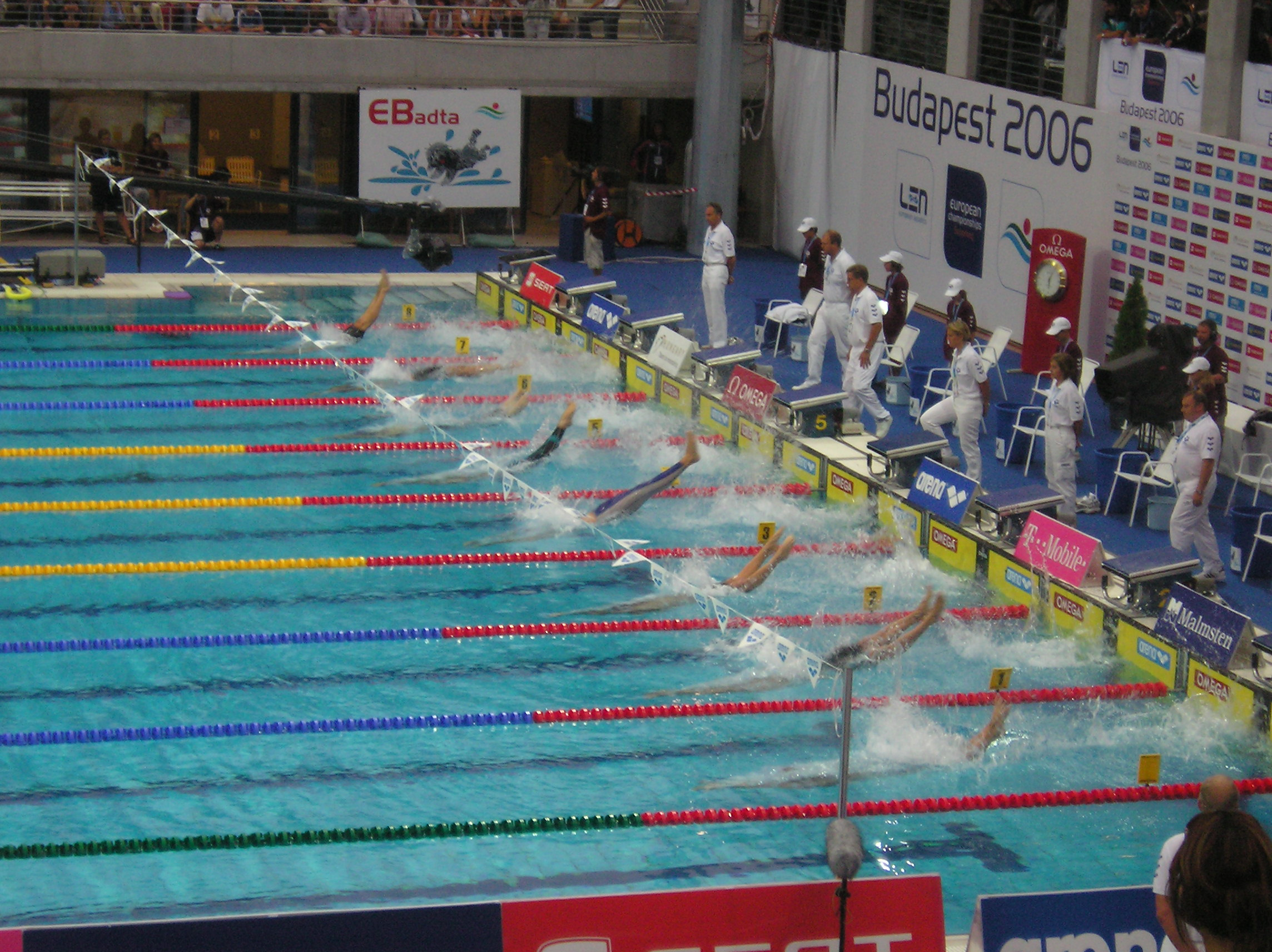
Start finale 50m rugslag. Helge Meeuw (baan 3), Aristeidis Grigoriadis (baan 4) en Matthew Clay (baan 5)

| rang   | naam                   | land | tijd  |
| ------ | ---------------------- | ---- | ----- |
| Goud   | Helge Meeuw            | GER  | 25"06 |
| Zilver | Aristeidis Grigoriadis | GRE  | 25"14 |
| Brons  | Matthew Clay           | GBR  | 25"15 |

#### 100 meter rugslag
| rang   | naam                   | land | tijd  |
| ------ | ---------------------- | ---- | ----- |
| Goud   | Arkadi Vjatsjanin      | RUS  | 53"50 |
| Zilver | Markus Rogan           | AUT  | 54"07 |
| Brons  | Aristeidis Grigoriadis | GRE  | 54"34 |

#### 200 meter rugslag
| rang   | naam              | land | tijd         |
| ------ | ----------------- | ---- | ------------ |
| Goud   | Arkadi Vjatsjanin | RUS  | 1'55"44 (ER) |
| Zilver | László Cseh       | HUN  | 1"56"69      |
| Brons  | Răzvan Florea     | ROU  | 1'57"83      |

#### 50 meter schoolslag
| rang  | naam              | land | tijd  |
| ----- | ----------------- | ---- | ----- |
| Goud  | Alessandro Terrin | ITA  | 27"48 |
| Goud  | Oleg Lisogor      | UKR  | 27"48 |
| Brons | Matjaz Markic     | SLO  | 27"87 |

#### 100 meter schoolslag
| rang   | naam               | land | tijd    |
| ------ | ------------------ | ---- | ------- |
| Goud   | Roman Sloednov     | RUS  | 1'00"61 |
| Zilver | Alexander Dale Oen | NOR  | 1'00"63 |
| Brons  | Oleg Lisogor       | UKR  | 1'00"64 |

#### 200 meter schoolslag
| rang   | naam                 | land | tijd    |
| ------ | -------------------- | ---- | ------- |
| Goud   | Slawomir Kuczko      | POL  | 2'12"12 |
| Zilver | Paolo Bossini        | ITA  | 2'12"35 |
| Brons  | Kristopher Gilchrist | GBR  | 2'13"21 |

#### 50 meter vlinderslag
| rang   | naam            | land | tijd  |
| ------ | --------------- | ---- | ----- |
| Goud   | Sergiy Breoes   | UKR  | 23"41 |
| Zilver | Duje Draganja   | CRO  | 23"62 |
| Brons  | Jakob Andkjær   | DEN  | 23"77 |
| Brons  | Andrij Serdinov | UKR  | 23"77 |

#### 100 meter vlinderslag

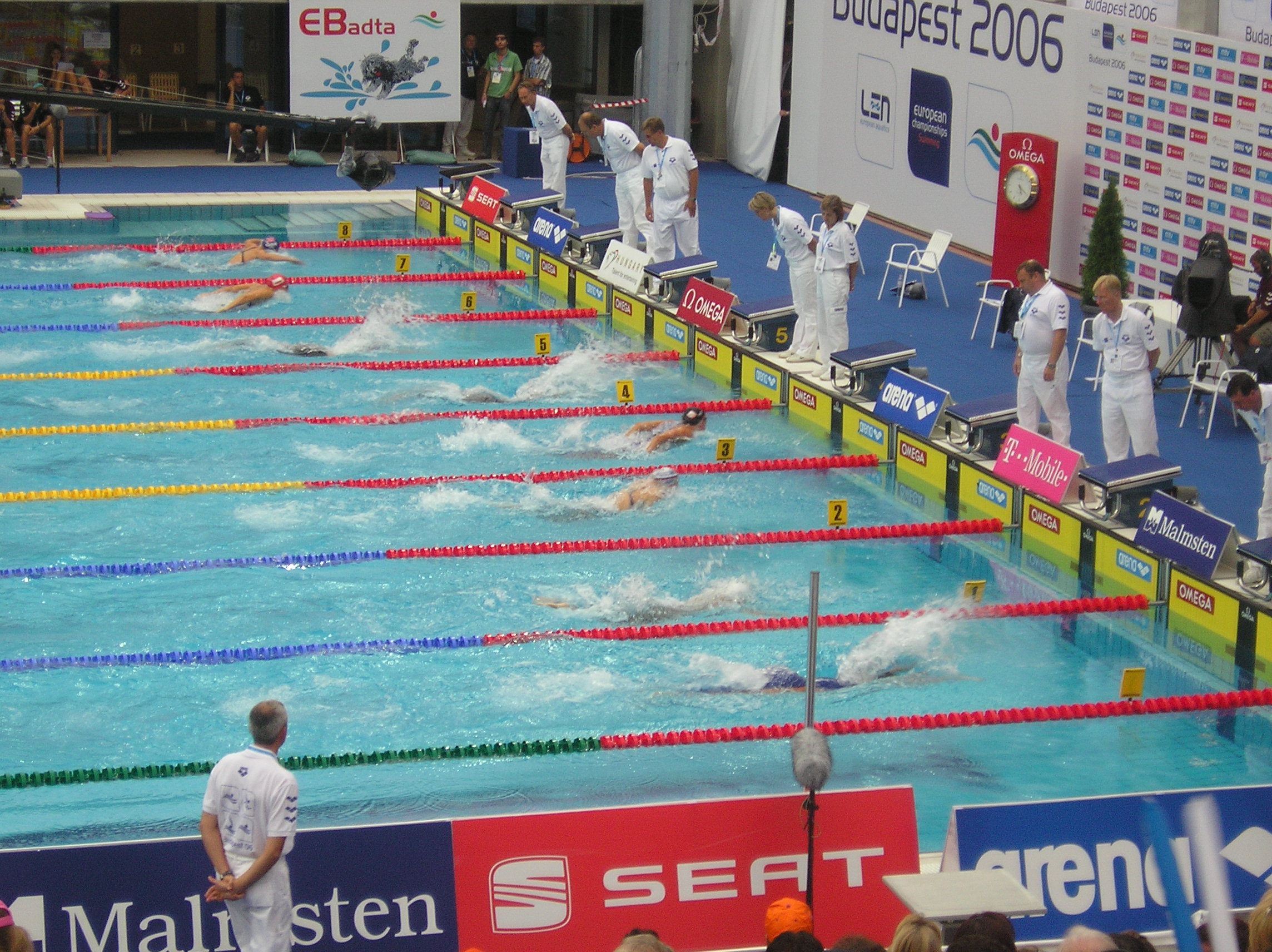
Halve finale 100m vlinder. Inge Dekker in baan 4.

| rang   | naam              | land | tijd  |
| ------ | ----------------- | ---- | ----- |
| Goud   | Andrij Serdinov   | UKR  | 51"95 |
| Zilver | Amaury Leveaux    | FRA  | 52"76 |
| Brons  | Nikolaj Skvortsov | RUS  | 52"96 |

#### 200 meter vlinderslag
| rang   | naam               | land | tijd    |
| ------ | ------------------ | ---- | ------- |
| Goud   | Paweł Korzeniowski | POL  | 1'55"04 |
| Zilver | Ionnis Drymonakos  | GRE  | 1'57"03 |
| Brons  | Nikolaj Skvortsov  | RUS  | 1'57"12 |

#### 200 meter wisselslag
| rang   | naam              | land | tijd    |
| ------ | ----------------- | ---- | ------- |
| Goud   | László Cseh       | HUN  | 1'58"17 |
| Zilver | Alessio Boggiatto | ITA  | 2'00"14 |
| Brons  | Tamas Kerekjarto  | HUN  | 2'00"17 |

#### 400 meter wisselslag
| rang   | naam              | land | tijd    |
| ------ | ----------------- | ---- | ------- |
| Goud   | László Cseh       | HUN  | 4'09"86 |
| Zilver | Luca Marin        | ITA  | 4'14"15 |
| Brons  | Alessio Boggiatto | ITA  | 4'16"34 |

#### 4×100 meter vrije slag
| rang   | naam                                                               | land | tijd    |
| ------ | ------------------------------------------------------------------ | ---- | ------- |
| Goud   | Alessandro Calvi Christian Galenda Lorenzo Vismara Filippo Magnini | ITA  | 3'15"23 |
| Zilver | Evgeni Lagunov Andrey Grechin Ivan Oesov Andrej Kapralov           | RUS  | 3'16"47 |
| Brons  | Alain Bernard Grégory Mallet Fabien Gilot Amaury Leveaux           | FRA  | 3'16"53 |

#### 4×200 meter vrije slag

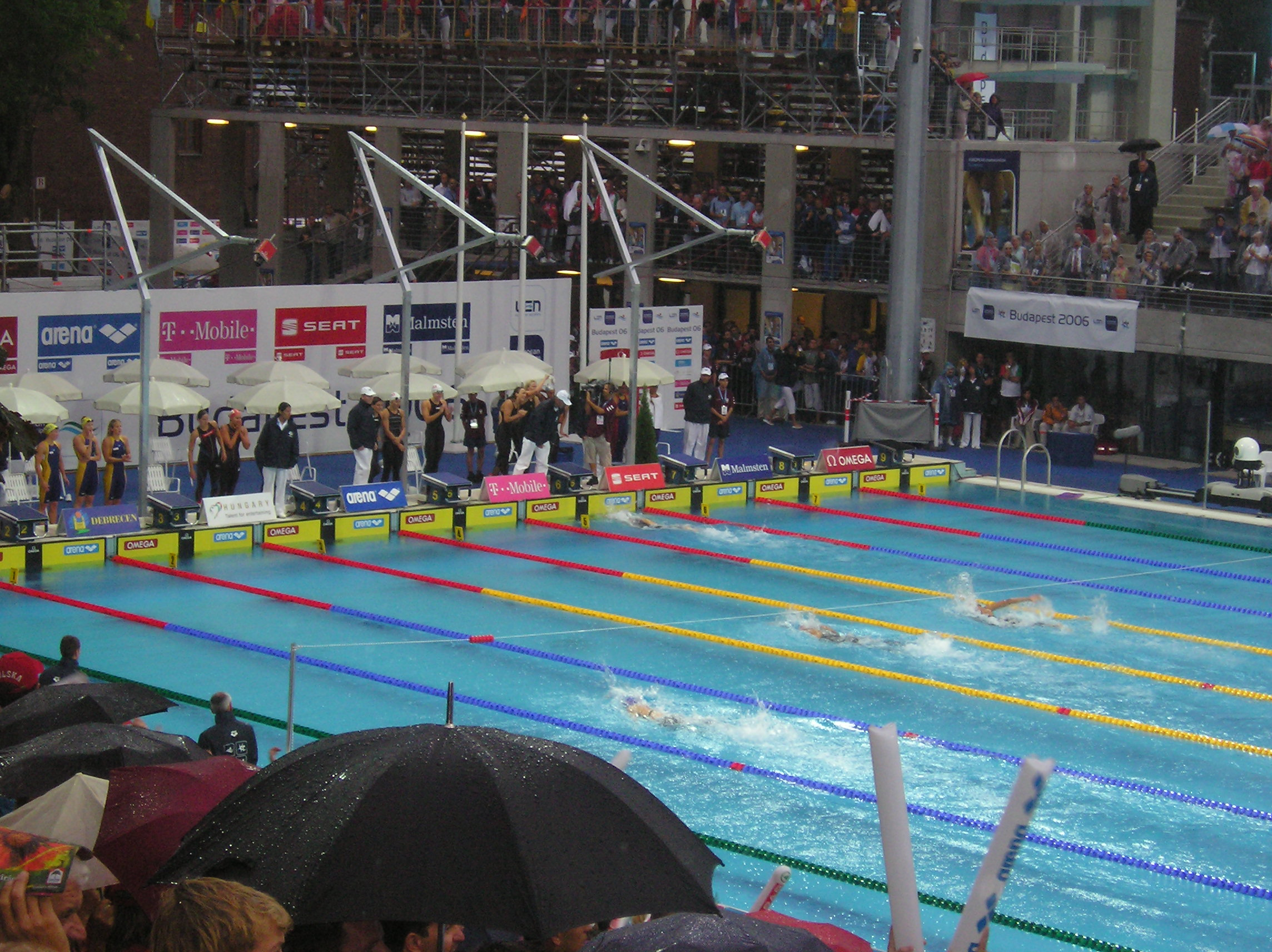
Aantikken van Annika Liebs in 7'50"82

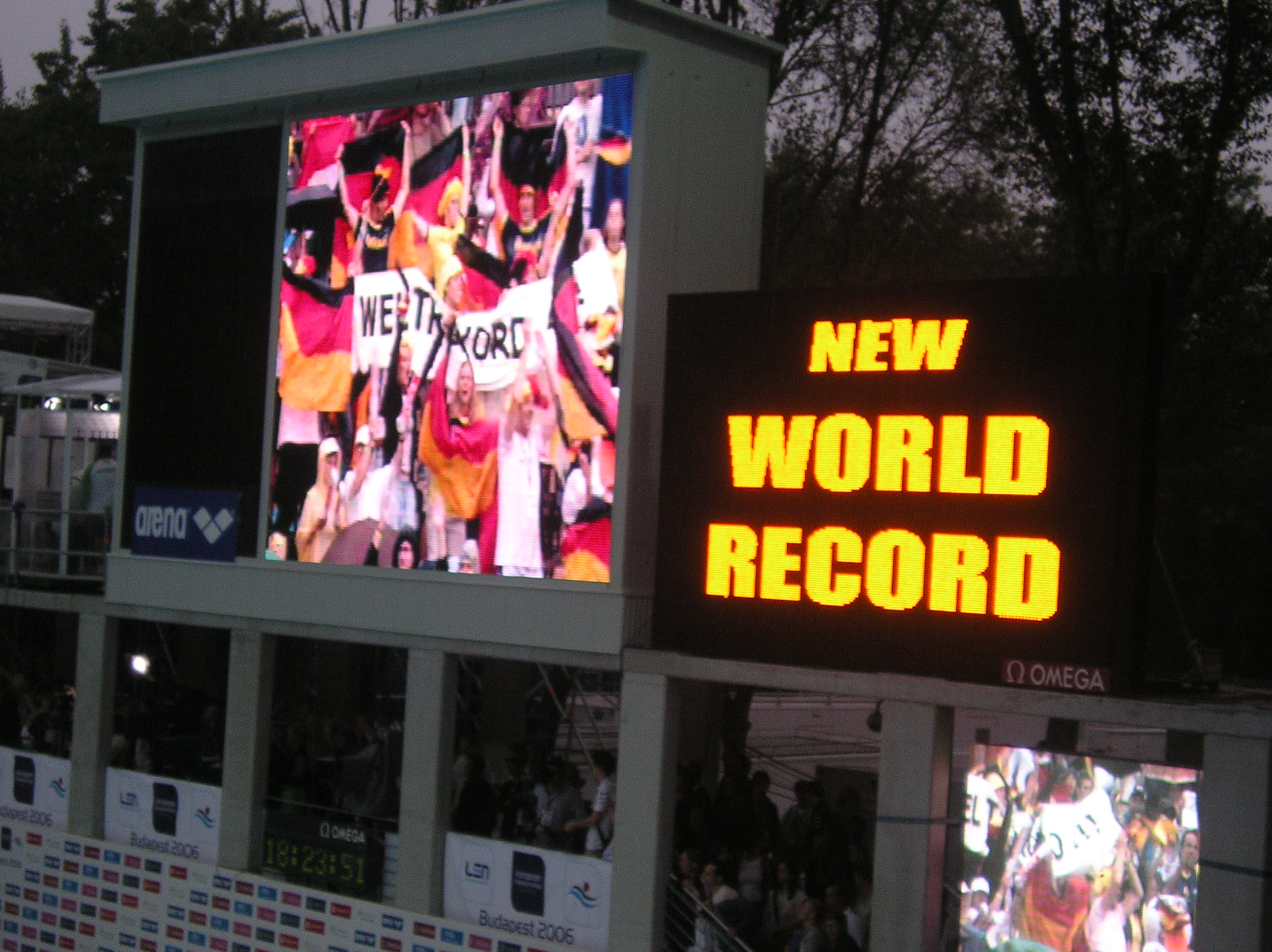
Nieuw wereldrecord 4×200m

| rang   | naam                                                                 | land | tijd         |
| ------ | -------------------------------------------------------------------- | ---- | ------------ |
| Goud   | Massimiliano Rosolino David Berbotto Nicola Cassio Filippo Magnini   | ITA  | 7'09"60 (ER) |
| Zilver | David Carry Simon Burnett Andrew Hunter Ross Davenport               | GBR  | 7'11"63      |
| Brons  | Andreas Zismos Georgios Demetis Dimitrios Manganas Nikolaos Xylouris | GRE  | 7'16"67      |

#### 4×100 wisselslag
| rang   | naam                                                               | land | tijd    |
| ------ | ------------------------------------------------------------------ | ---- | ------- |
| Goud   | Arkadi Vjatsjanin Roman Sloednov Nikolaj Skvortsov Andrej Kapralov | RUS  | 3'34"96 |
| Zilver | Andriy Oleynyk Oleg Lisogor Andrij Serdinov Yuriy Yegoshin         | UKR  | 3'36"21 |
| Brons  | Liam Tancock James Gibson Todd Cooper Simon Burnett                | GBR  | 3'36"61 |

### Vrouwen

#### 50 meter vrije slag
| rang   | naam              | land | tijd  |
| ------ | ----------------- | ---- | ----- |
| Goud   | Britta Steffen    | GER  | 24"72 |
| Zilver | Therese Alshammar | SWE  | 24"87 |
| Brons  | Marleen Veldhuis  | NED  | 24"89 |

#### 100 meter vrije slag
| rang   | naam                   | land | tijd       |
| ------ | ---------------------- | ---- | ---------- |
| Goud   | Britta Steffen         | GER  | 53"30 (WR) |
| Zilver | Marleen Veldhuis       | NED  | 54"32      |
| Brons  | Nery-Madey Niangkouara | GRE  | 54"48      |

#### 200 meter vrije slag
| rang   | naam               | land | tijd    |
| ------ | ------------------ | ---- | ------- |
| Goud   | Otylia Jędrzejczak | POL  | 1'57"25 |
| Zilver | Annika Liebs       | GER  | 1'57"48 |
| Brons  | Laure Manaudou     | FRA  | 1'58"38 |

#### 400 meter vrije slag
| rang   | naam               | land | tijd         |
| ------ | ------------------ | ---- | ------------ |
| Goud   | Laure Manaudou     | FRA  | 4'02"13 (WR) |
| Zilver | Joanne Jackson     | GBR  | 4'07"76      |
| Brons  | Caitlin McClatchey | GBR  | 4'08"13      |

#### 800 meter vrije slag
| rang   | naam              | land | tijd         |
| ------ | ----------------- | ---- | ------------ |
| Goud   | Laure Manaudou    | FRA  | 8'19"29 (ER) |
| Zilver | Rebecca Adlington | GBR  | 8'27"88      |
| Brons  | Rebecca Cooke     | GBR  | 8'28"40      |

#### 50 meter rugslag
| rang   | naam                   | land | tijd  |
| ------ | ---------------------- | ---- | ----- |
| Goud   | Janine Pietsch         | GER  | 28"36 |
| Zilver | Aleksandra Herasimenia | BLR  | 28"72 |
| Brons  | Antje Buschschulte     | GER  | 28"73 |

#### 100 meter rugslag
| rang   | naam               | land | tijd    |
| ------ | ------------------ | ---- | ------- |
| Goud   | Laure Manaudou     | FRA  | 1'00"88 |
| Zilver | Antje Buschschulte | GER  | 1'01"40 |
| Brons  | Janine Pietsch     | GER  | 1'01"55 |

#### 200 meter rugslag
| rang   | naam               | land | tijd    |
| ------ | ------------------ | ---- | ------- |
| Goud   | Esther Baron       | FRA  | 2'10"07 |
| Zilver | Irina Amsjennikova | UKR  | 2'12"13 |
| Brons  | Melanie Marshall   | GBR  | 2'12"17 |

#### 50 meter schoolslag
| rang   | naam             | land | tijd  |
| ------ | ---------------- | ---- | ----- |
| Goud   | Elena Bogomazova | RUS  | 31"69 |
| Zilver | Kate Haywood     | GBR  | 31"71 |
| Brons  | Ágnes Kovács     | HUN  | 31"95 |

#### 100 meter schoolslag
| rang   | naam              | land | tijd    |
| ------ | ----------------- | ---- | ------- |
| Goud   | Ganna Khlystunova | UKR  | 1'07"55 |
| Zilver | Kirsty Balfour    | GBR  | 1'07"95 |
| Brons  | Ágnes Kovács      | HUN  | 1'08"60 |

#### 200 meter schoolslag
| rang   | naam           | land | tijd    |
| ------ | -------------- | ---- | ------- |
| Goud   | Kirsty Balfour | GBR  | 2'25"66 |
| Zilver | Julia Pidlisna | UKR  | 2'28"42 |
| Brons  | Ágnes Kovács   | HUN  | 2'28"90 |

#### 50 meter vlinderslag
| rang   | naam                  | land | tijd  |
| ------ | --------------------- | ---- | ----- |
| Goud   | Therese Alshammar     | SWE  | 26"06 |
| Zilver | Anna-Karin Kammerling | SWE  | 26"23 |
| Brons  | Chantal Groot         | NED  | 26"49 |

#### 100 meter vlinderslag
| rang   | naam              | land | tijd  |
| ------ | ----------------- | ---- | ----- |
| Goud   | Inge Dekker       | NED  | 58"35 |
| Zilver | Martina Moravcová | SVK  | 58"98 |
| Brons  | Alena Poptsjanka  | FRA  | 59"06 |

#### 200 meter vlinderslag
| rang   | naam                | land | tijd    |
| ------ | ------------------- | ---- | ------- |
| Goud   | Otylia Jędrzejczak  | POL  | 2'07"09 |
| Zilver | Francesca Segat     | ITA  | 2'08"96 |
| Brons  | Caterina Giacchetti | ITA  | 2'09"01 |

#### 200 meter wisselslag
| rang   | naam                 | land | tijd    |
| ------ | -------------------- | ---- | ------- |
| Goud   | Laure Manaudou       | FRA  | 2'12"69 |
| Zilver | Katarzyna Baranowska | POL  | 2'13"36 |
| Brons  | Alessia Filippi      | ITA  | 2'13"75 |

#### 400 meter wisselslag
| rang   | naam                 | land | tijd    |
| ------ | -------------------- | ---- | ------- |
| Goud   | Alessia Filippi      | ITA  | 4'35"80 |
| Zilver | Nicole Hetzer        | GER  | 4'37"97 |
| Brons  | Katarzyna Baranowska | POL  | 4'40"02 |

#### 4×100 meter vrije slag
| rang   | naam                                                           | land | tijd         |
| ------ | -------------------------------------------------------------- | ---- | ------------ |
| Goud   | Petra Dallmann Daniela Goetz Britta Steffen Annika Liebs       | GER  | 3'35"22 (WR) |
| Zilver | Inge Dekker Ranomi Kromowidjojo Chantal Groot Marleen Veldhuis | NED  | 3'37"04      |
| Brons  | Alena Poptsjanka Aurore Mongel Celine Couderc Malia Metella    | FRA  | 3'38"83      |

#### 4×200 meter vrije slag
| rang   | naam                                                             | land | tijd         |
| ------ | ---------------------------------------------------------------- | ---- | ------------ |
| Goud   | Petra Dallmann Daniela Samulski Britta Steffen Annika Liebs      | GER  | 7'50"82 (WR) |
| Zilver | Otylia Jędrzejczak Joanna Budzis Agata Zwiejska Paulina Barzycka | POL  | 7'56"32      |
| Brons  | Alena Poptsjanka Sophie Huber Aurore Mongel Laure Manaudou       | FRA  | 7'56"44.     |

#### 4×100 wisselslag
| rang   | naam                                                                     | land | tijd    |
| ------ | ------------------------------------------------------------------------ | ---- | ------- |
| Goud   | Melanie Marshall Kirsty Balfour Terri Dunning Francesca Halsall          | GBR  | 4'02"24 |
| Zilver | Antje Buschschulte Sarah Poewe Annika Mehlhorn Britta Steffen            | GER  | 4'02"35 |
| Brons  | Laure Manaudou Anne-Sophie Le Paranthoen Alena Poptsjanka Celine Couderc | FRA  | 4'03"64 |

## Uitslagen Synchroonzwemmen

### Solo
| rang   | naam                 | land | punten |
| ------ | -------------------- | ---- | ------ |
| Goud   | Natalia Istsjenko    | RUS  | 98,400 |
| Zilver | Gemma Mengual        | ESP  | 97,700 |
| Brons  | Nathalia Anthopoulou | GRE  | 93,900 |

### Duet
| rang   | naam                                   | land | punten |
| ------ | -------------------------------------- | ---- | ------ |
| Goud   | Anastasia Davydova Anastasia Ermakova  | RUS  | 98,800 |
| Zilver | Gemma Mengual Paola Tirados            | ESP  | 97,500 |
| Brons  | Eleftheria Ftouli Evanthia Makrygianni | GRE  | 94,000 |

### Team
| rang   | land    | punten |
| ------ | ------- | ------ |
| Goud   | Rusland | 98,800 |
| Zilver | Spanje  | 97,300 |
| Brons  | Italië  | 93,600 |

### Team Combinatie
| rang   | land    | punten |
| ------ | ------- | ------ |
| Goud   | Rusland | 97,900 |
| Zilver | Spanje  | 95,900 |
| Brons  | Italië  | 93,500 |

## Uitslagen Schoonspringen

### Mannen

#### Eenmeterplank
| rang   | naam                | land | punten |
| ------ | ------------------- | ---- | ------ |
| Goud   | Joona Puhakka       | FIN  | 425,00 |
| Zilver | Alexander Dobroskok | RUS  | 416,60 |
| Brons  | Christopher Sacchin | ITA  | 415,70 |

#### Driemeterplank
| rang   | naam                | land | punten |
| ------ | ------------------- | ---- | ------ |
| Goud   | Dmitry Sautin       | RUS  | 496,10 |
| Zilver | Alexander Dobroskok | RUS  | 479,95 |
| Brons  | Joona Puhakka       | FIN  | 464,60 |

#### Tienmetertoren
| rang   | naam                 | land | punten |
| ------ | -------------------- | ---- | ------ |
| Goud   | Gleb Galperin        | RUS  | 472,90 |
| Zilver | Heiko Meyer          | GER  | 459,45 |
| Brons  | Konstyantyn Milyayev | UKR  | 436,50 |

#### Driemeterplank synchroon

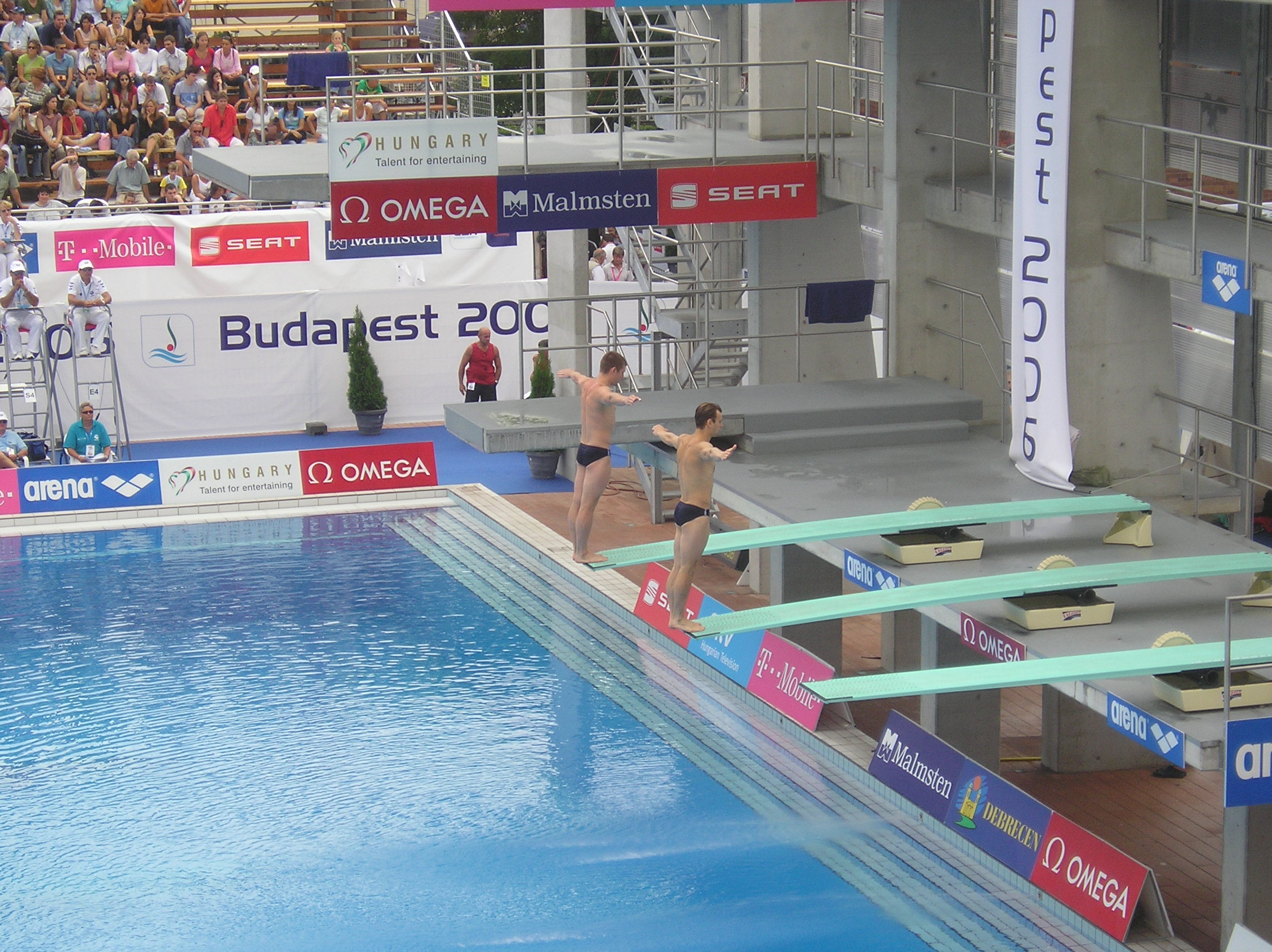
Kwalificatie driemeterplank synchroon

| rang   | naam                             | land | punten |
| ------ | -------------------------------- | ---- | ------ |
| Goud   | Tobias Schellenberg Andreas Wels | GER  | 403,86 |
| Zilver | Yuri Kunakov Dmitry Sautin       | RUS  | 401,46 |
| Brons  | Nicola Marconi Tommaso Marconi   | ITA  | 394,68 |

#### Tienmetertoren synchroon
| rang   | naam                                  | land | punten |
| ------ | ------------------------------------- | ---- | ------ |
| Goud   | Dmitry Dobroskok Gleb Galperin        | RUS  | 469,38 |
| Zilver | Sascha Klein Heiko Meyer              | GER  | 447,96 |
| Brons  | Michele Benedetti Francesco Dell'Uomo | ITA  | 435,12 |

### Vrouwen

#### Eenmeterplank
| rang   | naam          | land | punten |
| ------ | ------------- | ---- | ------ |
| Goud   | Anna Lindberg | SWE  | 291,90 |
| Zilver | Ditte Kotzian | GER  | 279,30 |
| Brons  | Maria Marconi | ITA  | 267,35 |

#### Driemeterplank
| rang   | naam          | land | punten |
| ------ | ------------- | ---- | ------ |
| Goud   | Anna Lindberg | SWE  | 330,60 |
| Zilver | Ditte Kotzian | GER  | 324,90 |
| Brons  | Nóra Darta    | HUN  | 319,85 |

#### Tienmetertoren
| rang   | naam             | land | punten |
| ------ | ---------------- | ---- | ------ |
| Goud   | Iulia Prokopchuk | UKR  | 338,00 |
| Zilver | Anja Richter     | AUT  | 332,35 |
| Brons  | Christin Steuer  | GER  | 330,40 |

#### Driemeterplank synchroon
| rang   | naam                               | land | punten |
| ------ | ---------------------------------- | ---- | ------ |
| Goud   | Nataliya Umyskova Nadezhda Bazhina | RUS  | 314,55 |
| Zilver | Heike Fischer Ditte Kotzian        | GER  | 298,68 |
| Brons  | Olena Fedorova Kristina Isjtsjenko | UKR  | 292,17 |

#### Tienmetertoren synchroon
| rang   | naam                               | land | punten |
| ------ | ---------------------------------- | ---- | ------ |
| Goud   | Anett Gamm Nora Subschinski        | GER  | 325,92 |
| Zilver | Natalia Goncharova Yulia Koltunova | RUS  | 306,24 |
| Brons  | Iulia Prokopchuk Kateryna Zhuk     | UKR  | 297,21 |

## Medaillespiegel
| rang | land                | goud | zilver | brons | totaal |
| ---- | ------------------- | ---- | ------ | ----- | ------ |
| 1    | Rusland             | 16   | 7      | 3     | 26     |
| 2    | Duitsland           | 12   | 10     | 5     | 27     |
| 3    | Frankrijk           | 6    | 3      | 9     | 18     |
| 4    | Italië              | 5    | 6      | 11    | 22     |
| 5    | Oekraïne            | 5    | 4      | 5     | 14     |
| 6    | Polen               | 5    | 2      | 1     | 8      |
| 7    | Zweden              | 3    | 3      | 0     | 6      |
| 8    | Verenigd Koninkrijk | 2    | 5      | 6     | 13     |
| 9    | Nederland           | 2    | 3      | 3     | 8      |
| 10   | Hongarije           | 2    | 2      | 5     | 9      |
| 11   | Finland             | 1    | 0      | 1     | 2      |
| 12   | Spanje              | 0    | 4      | 0     | 4      |
| 13   | Griekenland         | 0    | 2      | 5     | 7      |
| 14   | Oostenrijk          | 0    | 2      | 0     | 2      |
| 15   | Kroatië             | 0    | 1      | 1     | 2      |
| 16   | Wit-Rusland         | 0    | 1      | 0     | 1      |
|      | Noorwegen           | 0    | 1      | 0     | 1      |
|      | Slowakije           | 0    | 1      | 0     | 1      |
| 19   | Tsjechië            | 0    | 0      | 2     | 2      |
| 20   | Denemarken          | 0    | 0      | 1     | 1      |
|      | Slovenië            | 0    | 0      | 1     | 1      |
|      | Roemenië            | 0    | 0      | 1     | 1      |